# Алистер Блэк
Том Бюгин (нидерл. Tom Büdgen, род. 19 мая 1985, Алкмар, Северная Голландия) — нидерландский рестлер.
В настоящий момент выступает в WWE на бренде SmackDown под именем А́листер Блэк (англ. Aleister Black). Является бывшим чемпионом NXT и победителем турнира Dusty Rhodes Tag Team Classic с Рикошетом. До подписания контракта с WWE Бюджен выступал в промоушенах Европы, США и Японии под псевдонимом Томми Энд. Он выступал в Insane Championship Wrestling (ICW), Progress Wrestling, Pro Wrestling Guerrilla (PWG) и Westside Xtreme Wrestling (wXw). В 2021—2025 годах выступал в All Elite Wrestling под именем Малака́й Блэк.

## Ранняя жизнь
Том родился в Нидерландах. Имеет большой опыт в боевых искусствах, занимался кикбоксингом, карате и кунг-фу. Это хорошо заметно по его стилю в рестлинге. В интервью Кольту Кабане он рассказал, что его отец рос в религиозном культе. Это вдохновило его для его тёмных персонажей в рестлинге.

## Карьера в рестлинге

### Независимая сцена (2002—2016)
Баджен на независимой сцене широко известен выступлениями в Европе и в Великобритании под именем Томми Энд, работая в таких промоушенах, как Pro Wrestling Holland (PWH), Insane Championship Wrestling (ICW), Progress Wrestling, Westside Xtreme Wrestling (wXw), Over the Top Wrestling (OTT), Revolution Pro Wrestling (RPW), Pro Wrestling Showdown (PWS) и других. Также он работал в Combat Zone Wrestling (CZW), Evolve, Pro Wrestling Guerrilla (PWG) и японском промоушне Big Japan Pro Wrestling (BJW).

### WWE (2016—2021)

#### NXT (2016—2019)
В июне 2016 было сообщено, что Баджен подписал контракт с WWE. 11 ноября на хаус-шоу совершил свой дебют на ринге, победив Линси Дорадо. 7 января 2017 взял себе имя Алистер Блэк. 15 января Баджен сделал сюрприз, появившись на турнире за чемпионство WWE UK под именем Томми Энд, проиграв Невиллу в нетурнирном матче.
На NXT TakeOver: Orlando Алистер совершил телевизионный дебют на ринге, победив Андраде «Сиен» Алмаса. В мае Блэк дебютировал в основном ростере на шоу Main Event, где победил Курта Хоукинса. На NXT снова победил Курта Хоукинса. На NXT TakeOver:Brooklyn III Блэк победил Хидео Итами. Затем Блэк начал фьюд с Вельветин Дримом, где Дрим постоянно преследовал Блэка, чтобы тот сказал его имя. Это привело к матчу на NXT TakeOver: WarGames, где Блэк победил. После матча Блэк сел рядом с Дримом и всё таки назвал его имя. 13 декабря на NXT победил Адама Коула и стал участником четырёхстороннего матча за претендентство на чемпионство NXT, в котором с также участвовали Джонни Гаргано, Киллиан Дейн и Ларс Салливан. 27 декабря на NXT Джонни Гаргано победил, удержав Алистера (первое поражение Блэка по удержанию на NXT). По итогу года Алистер Блэк получил 3 награды: за прорыв года, за противостояние года (против Вельветин Дрима) и как исполнитель года.
10 января на NXT вместе с Родериком Стронгом бился за командные титулы NXT против Неоспоримой Эры (Бобби Фиш и Кайл О’Райли), но проиграли. Уже на TakeOver:Philadelphia в матче по экстремальным правилам победил Адама Коула. 7 марта на NXT победил Киллиана Дейна и стал первым претендентом на чемпионство NXT. На TakeOver: New Orleans победил Андраде «Сиен» Алмаса, став новым чемпионом NXT. На TakeOver: Chicago II успешно защитил титул от Ларса Салливана. 25 июля на выпуске NXT проиграл титул Томмасо Чиампе. 8 августа встретился в матче с Джонни Гаргано, но матч закончился без результата из-за вмешательства Чиампы. Они втроём дрались, пока не появился генеральный менеджер Уильям Ригал и не объявил, что на TakeOver состоится матч тройной угрозы, но после выпуска NXT на парковке Алистер был найден без сознания.
2 июня 2021 года был уволен из WWE. Позже Бюджен рассказал на стриме в Twitch, что его увольнение якобы было связано с сокращением бюджета, и что он и Винс Макмэн были в очень хороших отношениях и выразили заинтересованность в возвращении позже.

### All Elite Wrestling (2021—2025)
На эпизоде AEW Dynamite от 7 июля Бюджен дебютировал в AEW под именем Малакай Блэк, атаковав Арна Андерсона и Коди Роудса.
На выпуске AEW Dynamite от 4 августа 2021 года совершил свой ин-ринг дебют и победил Коди Роудса.
На спец.шоу AEW Dynamite: Grand Slam 2021 прошёл матч-реванш между Блэком и Роудсом, в котором Малакай вновь победил Коди.
На PPV AEW Full Gear 2021 в команде с Андраде Эль Идоло сражался против Коди Роудса и Пака и потерпели поражение.
На выпуске AEW Dynamite от 12 января 2022 года в AEW дебютировал его командный партнёр Броди Кинг, с которым они являются командными чемпионами PWG, и спас Малакая от избиение Пентагона младшего и команды Варсити Блондс.
В конце 2024 года пропал с экранов, а позднее появилась инормация что Блэк отказался проделвать контракт с AEW. За 4 года пребывания в компании основал группировку House of Black вместе с Бадди Мэтьюзом и Броди Кингом, а так же завоевал мировые командные титулы AEW среди трио.

### Возвращение в WWE (2025 - н.в.)
На серии выпусков SmackDown перед WrestleMania 41 были показаны таинственные видеоролики, намекающие на таинственное событие, которое должно было произойти 25 апреля. На первом выпуске SmackDown после WrestleMania 41 совершил своё возвращение в WWE под именем Алистер Блэк прервав промо  Миза проведя ему BlackMass.

## Личная жизнь
С 23 ноября 2018 года Бюджен женат на рестлере и менеджере — Зелине Веге.

## Титулы и достижения
- All Elite Wrestling
  - Чемпион мира AEW среди трио (1 раз) — с Бадди Мэтьюзом и Броуди Кингом
- WWE
  - Чемпион NXT (1 раз)
  - Победитель Dusty Rhodes Tag Team Classic (2019) — с Рикошетом
  - Премия по итогам года NXT (3 раза)
    - Прорывная звезда года (2017)
    - Мужчина года (2017)
    - Вражда года (2017) — против Вельветин Дрима